# Matěj Vydra
Matěj Vydra, född 1 maj 1992, är en tjeckisk fotbollsspelare som spelar för det tjeckiska landslaget.

## Karriär
Vydra värvades som 18-åring av Serie A-klubben Udinese, men fick bara spela tre matcher under debutsäsongen 2010/2011, varefter han tillbringade fyra säsonger på lån, tre av dem till engelska klubbar. Säsongen 2012/2013 gjorde Vydra 22 mål på 44 seriematcher för Watford i Championship. Efter en mellansäsong med West Bromwich Albion i Premier League, där han huvudsakligen gjorde inhopp, återvände han 2014/2015 till Watford och gjorde 16 mål på 42 matcher i ligan medan klubben slutade tvåa i Championship och blev direktuppflyttade till Premier League. Den 1 juli 2015 värvades Vydra på permanent basis av Watford, men den 1 september samma år lånades han ut till Championship-klubben Reading.
Den 27 augusti 2016 värvades Vydra av Derby County, där han skrev på ett fyraårskontrakt. Under sin första säsong i klubben gjorde han fem mål på 20 ligastarter, men därefter tog han större plats i laget. Den 25 november 2017 gjorde Vydra ett hattrick i en 3–0-vinst över Middlesbrough. Han vann säsongen 2017/2018 skytteligan i Championship med 21 mål, men efter att Derby förlorat playoffsemifinalen mot Fulham och därmed misslyckats med att gå upp till Premier League, stod det klart att Vydra sannolikt skulle säljas för att balansera klubbens ekonomi.
Den 7 augusti 2018 skrev Vydra på ett treårigt kontrakt för Premier League-klubben Burnley, som betalat 11 miljoner pund för hans tjänster.